# Charles Hutton

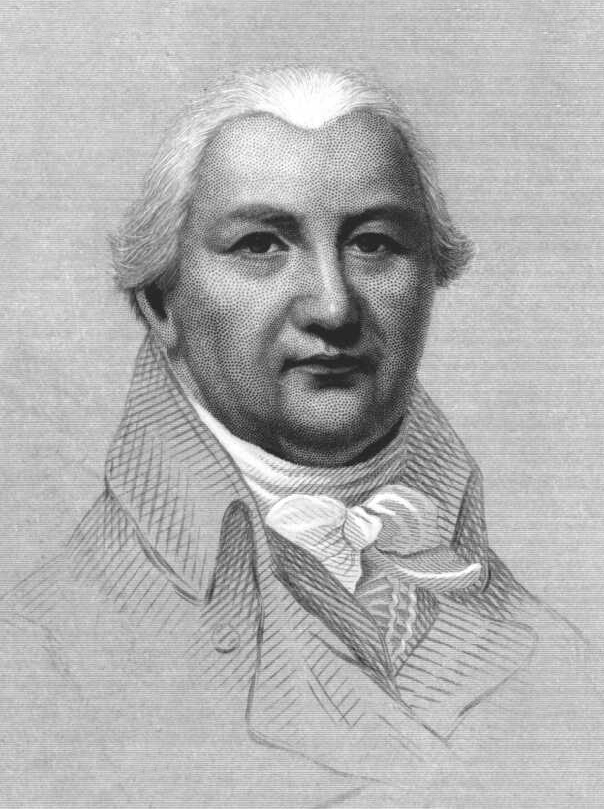
Charles Hutton

Charles Hutton (* 14. August 1737 in Newcastle-upon-Tyne; † 27. Januar 1823 in London) war ein englischer Mathematiker. Er war zu Lebzeiten als Autor von Schul- und Lehrbüchern in England bekannt.

## Leben
Hutton war der Sohn eines Bergwerksaufsehers. Ein Unfall in seiner Kindheit, nach dem sein Ellbogen behindert war, verhinderte, dass er dieselbe Laufbahn einschlug. Er wurde Lehrer, besuchte in Newcastle Abendkurse in Mathematik und eröffnete 1760 selbst eine Schule für Mathematikunterricht und erteilte privat Unterricht. Zu seinen Schülern zählte unter anderem der spätere Lordkanzler John Scott. Er veröffentlichte 1764 sein erstes Arithmetik-Schulbuch (The Schoolmasters Guide- or a complete system of practical arithmetic) und begann auch Lehrer fort- und auszubilden. 1767 folgte A Treatise on mensuration. Gleichzeitig arbeitete er für die Stadt Newcastle als Landvermesser (Karte von Newcastle und Umgebung 1770) und veröffentlichte 1772 ein Buch über Brückenbau. 1773 gewann er den Wettbewerb um die Stellung des Mathematiklehrers an der Royal Military Academy in Woolwich. Eine Grundstücksspekulation im Rahmen der Verlegung der Royal Academy machte ihn Mitte der 1780er Jahre wohlhabend. 1807 ging er an der Royal Military Academy in den Ruhestand und zog nach London. Kurz vor seinem Tod beriet er noch für den Bau der ab 1824 gebauten New London Bridge.
1774 führte er unter Leitung des Astronomen Nevil Maskelyne das Schiehallion-Experiment durch. Dabei wurde ein regelmäßig geformter Berg im nördlichen Schottland vermessen (Charles Mason hatte den Schiehallion dafür ausgewählt) und dessen Schwerewirkung auf die Lotrichtung untersucht, womit man die Masse der Erde abschätzen konnte. Im Lauf der Vermessungsarbeiten erfand Hutton die Höhenlinien, um mehr Ordnung in seine Messdaten zu bringen.
1774 wurde er Fellow der Royal Society und begann in deren Philosophical Transactions zu publizieren. 1778 erhielt er für seine Leistungen die Copley-Medaille, insbesondere für einen Aufsatz über Ballistik in den Philosophical Transactions der Royal Society. 1779 wurde er Foreign Secretary der Royal Society, wurde aber 1783 durch den Präsidenten Joseph Banks zum Rücktritt gezwungen, was damals innerhalb der Gesellschaft zu heftigen Kontroversen führte. 1786 wurde er in die Royal Society of Edinburgh und 1788 in die American Academy of Arts and Sciences gewählt. Seit 1809 war er korrespondierendes Mitglied der Königlich Niederländischen Akademie der Wissenschaften (Koninklijk Instituut).
Von 1773 bis 1818 war er Herausgeber der Zeitschrift Ladies Diary, in der er auch Unterhaltungsmathematik publizierte. 1775 gab er eine fünfbändige Ausgabe von Auszügen aus dem Ladies Diary heraus.
Ab 1781 publizierte er mathematische Tafelwerke für das Board of Longitude. 1795 erschien sein zu Lebzeiten bekanntestes Buch Mathematical and philosophical dictionary in zwei Bänden, ein Kompendium der Mathematik. Er veröffentlichte auch Bücher über Landvermessung und Kegelschnitte und von 1798 bis 1801 seine Vorlesungen an der Royal Military Academy (A course of mathematics for cadets of the Royal Military Academy), das auch an der US-Militärakademie in West Point benutzt wurde.
Er war zweimal verheiratet, hatte zwei Töchter und einen Sohn.

## Werke (Auswahl)
- A Course in Mathematics. Samuel Campbell 1812 (Online-Kopien: Band 1, Band 2)
- The Principles of Bridges. Edinburg & London 1772 (Online-Kopie)
- Mathematical Tables. 1785 (Online-Kopie der erweiterten Ausgabe von 1834)
- Elements of conic sections. 1787 (Online-Kopie)
- A Mathematical and Philosophical Dictionary. 1815 (Online-Kopien: Band 1, Band 2)
- The Ladies' Diary or Woman's Almanack. 1787 (Online-Kopie)
- The Compendious Measurer. 1807 (Online-Kopie)
- The Diarian Miscellany. 5 Bände (Online-Kopie Band 1)
- A complete treatise of practical arithmetic and book-keeping. T. Ross & Sons 1800 (Online-Kopie)
- A Treatise on Mensuration: Both in Theory and Practice. 1770 (Online-Kopie)
- An Account of the Calculations made from the Survey And the Measures Taken at Schehallien in Order to Ascertain the Mean Density of the Earth. J. Nichols 1779 (Online-Kopie)
- Nouvelles expériences d'artillerie. 1802 (Digitalisat)
- Tracts on mathematical and philosophical subjects. 3 Bände, Rivington, 1812 (Digitalisat)